# Bite Me
«Bite Me» —en español: «Muérdeme»— es una canción de la cantante canadiense Avril Lavigne. Se lanzó el 10 de noviembre de 2021 a través de Elektra Records y como el debut de Lavigne en el sello DTA Records de Travis Barker. Es el sencillo principal del séptimo álbum de estudio de Lavigne, Love Sux (2022). La canción fue señalada por los críticos como un regreso a las raíces pop-punk de Lavigne.

## Antecedentes
La artista canadiense Avril Lavigne lanzó su sexto álbum de estudio, Head Above Water, el 15 de febrero de 2019 a través de BMG. El álbum se inspiró en los dos años durante los cuales Lavigne padeció la enfermedad de Lyme. Ese septiembre, Lavigne se embarcó en una gira por América del Norte en apoyo de Head Above Water, su primera gira de este tipo en cinco años. Una gira europea, originalmente programada para comenzar a principios de 2020, tuvo que ser reprogramada para 2022 debido a la pandemia de COVID-19.
Mientras estaba en cuarentena en su casa durante la pandemia, Lavigne le dijo a American Songwriter que había comenzado a trabajar en nueva música, que esperaba lanzar en algún momento de 2021. Ese diciembre, Lavigne publicó una foto en Instagram de ella en un estudio de grabación con Mod Sun y Machine Gun Kelly, lo que llevó a la especulación de que el trío estaba trabajando juntos en la música. «Flames», una canción de Mod Sun con Lavigne, fue lanzada el 8 de enero de 2021. Al mes siguiente, Lavigne confirmó en Instagram que había terminado de trabajar en su nuevo álbum y que lanzaría nueva música  ese verano. El productor John Feldmann, conocido por su trabajo con bandas como Blink-182, All Time Low y Goldfinger, por su parte, confirmó a Wall of Sound que había estado trabajando con Lavigne y que su nuevo álbum traería «de vuelta sus raíces pop punk».

## Composición y lírica
«Bite Me» es una canción de pop punk que ha generado comparaciones con los álbumes de estudio anteriores de Lavigne, Let Go (2002) y The Best Damn Thing (2007), así como con la banda Paramore. La canción está escrita en la tonalidad de Do menor, con un tempo de 170 pulsaciones por minuto. Líricamente, Lavigne la describe como «un himno sobre saber lo que vales, lo que mereces y no darle una segunda oportunidad a alguien que no te merece». Lavigne también describió la pista como una respuesta «súper atrevida» a una pareja romántica que se da cuenta de que cometió un error, solo para ser rechazada cuando intentan reconciliarse.
'Bite Me' es una jerga que hace referencia a una forma muy informal de decir 'no me importa' o 'jódete' para defenderse de acciones, características o valores después de una acusación o afirmación.
La canción fue destacada por varias publicaciones para marcar el regreso de Lavigne al género pop punk; con NME refiriéndose a él como un «derribo pop-punk de un ex», y Billboard describiéndolo como una «pista cargada de guitarra y batería» que «presenta a Lavigne enfurecida con su expareja por no tratarla adecuadamente».

## Lanzamiento y crítica
«Bite Me» se anunció el 5 de noviembre de 2021, cuando Lavigne publicó el enlace de pre-guardado junto con la portada del sencillo en Instagram y Twitter. El 6 de noviembre, Lavigne publicó un video de ensayo de ella y Travis Barker con un fragmento de audio de la canción en sus redes sociales. En Estados Unidos, fue enviada a la radio alternativa el 16 de noviembre de 2021.
Recibió críticas positivas tras su lanzamiento, y George Griffiths de Official Charts Company lo describió como un «seguro regreso a la forma para la princesa reinante del pop punk». Su voz es nítida y clara en el coro de la canción, como si no hubiera envejecido ni un día desde que lanzó 'Complicated' por primera vez. Escribiendo para The AV Club, Tatiana Tenreyro opinó que la canción es «la más cercana a Lavigne de la que sus primeros fans se enamoraron al comienzo de su carrera. No solo es un gran regreso al pop punk, sino que también suena deliciosamente nostálgico». Conor Clark de Gay Times la comparó con el tercer álbum de estudio de Lavigne, The Best Damn Thing (2007), y comentó que «la feroz nueva canción de Avril es un recordatorio de por qué ella es y siempre será la reina del pop punk».

## Rendimiento comercial
Fue la primera canción de Lavigne en debutar en la lista Billboard Global 200, debutó en el número 133 con 20 millones de transmisiones en todo el mundo en sus primeros 9 días de lanzamiento. En Canadá, debutó en el número 63 en la lista Canadian Hot 100, convirtiéndose en la canción número 19 de Lavigne en ingresar a la lista, también alcanzó el puesto número 11 en la lista Billboard Canada Digital Song Sales. En los Estados Unidos, debutó en el número 25 en la lista Bubbling Under Hot 100, y después de dos meses alcanzó el puesto 20 y alcanzó el puesto 13 en la lista Rock Songs. También en el país debutó entre los diez primeros en la lista de canciones digitales de Billboard Rock, en el número 22 en Digital Songs y en el número 12 en la lista Hot Alternative Songs. En el Reino Unido, debutó en el número 61 en la lista de sencillos del Reino Unido con 7511 ventas, convirtiéndose en la canción número 18 de Lavigne en ingresar a la lista y su mejor actuación en la lista desde su sencillo de 2013 «Here's to Never Growing Up».
En Hungría, debutó en el puesto 25 de la lista Hungría Single Top 40. En Irlanda, la canción debutó en el número 87 en la lista Irish Recorded Music Association. En Japón, la canción debutó en el número 18 en la lista Billboard Japan Hot Overseas y en el número 56 en la lista Billboard Japan Download Songs. En Nueva Zelanda, la canción se ubicó en la lista Recorded Music NZ en el número 19.

## Video musical

### Versión oficial
El video musical dirigido por Hannah Lux Davis fue lanzado el 12 de noviembre de 2021. El video musical debutó en el número cinco en la lista de videos musicales Myx International Top 20. El vídeo comienza con Lavigne bajándose molesta de su camioneta Jeep Wrangler Unlimited, mientras comienza la canción se le ve dirigiéndose al apartamento de su exnovio en donde durante el trayecto se ve a Travis Baker dándole una chaqueta de cuero, posteriormente van acompañados por hombres musculosos vestidos de bailarinas con hachas en la mano. Llegando al apartamento, Lavigne toca la puerta y se observa por la mirilla que destruye una cadena con un corta pernos para poder entrar, una vez adentro Lavigne, Baker y los hombres bailarines hacen destrozos durante todo el vídeo, molestando también a su exnovio. A lo largo del vídeo se ve a Lavigne cantando de pie con una guitarra blanca decorada con el tracklist de su álbum Love Sux, así como cantando dentro de un cuarto cuadrado con luces amarillas.

### Versión acústica
El video de la versión acústica, dirigido por Mod Sun y Charlie Zwick, se lanzó el 17 de diciembre de 2021 y presentaba a John Feldmann y su esposa Amy como médico y enfermera, respectivamente. En él, Lavigne llega al consultorio del dentista y entra a la habitación, mientras el doctor toma un descanso, para sacar todos los dientes del paciente que luego se usan para hacer un collar.

## Presentaciones en vivo
Lavigne interpretó «Bite Me» por primera vez en The Late Late Show with James Corden el 10 de noviembre de 2021, con el baterista Travis Barker de Blink-182. El 23 de noviembre de 2021, interpretó el sencillo en The Tonight Show Starring Jimmy Fallon y el 30 de noviembre de 2021, Lavigne interpretó el sencillo en The Ellen DeGeneres Show con el baterista Travis Barker, fue su primera aparición en el programa desde 2007. El 31 de diciembre de 2021, Lavigne interpretó el sencillo en Dick Clark's New Year's Rockin' Eve como última actuación de ese año.

## Posicionamiento en listas
| Listas (2021)                                 | Mejor posición |
| --------------------------------------------- | -------------- |
| Canadá (Canadian Hot 100)                     | 63             |
| Canadá (CHR/Top40)                            | 46             |
| Canadá (Hot AC)                               | 49             |
| Estados Unidos (Alternative Airplay)          | 28             |
| Estados Unidos (Bubbling Under Hot 100)       | 20             |
| Estados Unidos (Digital Songs)                | 22             |
| Estados Unidos (Hot Rock & Alternative Songs) | 13             |
| Filipinas (MYX International Top 20)          | 5              |
| Filipinas (MYX Hit Chart)                     | 15             |
| Japón (Download Songs)                        | 56             |
| Japón (Hot Overseas)                          | 18             |
| Global 200 (Billboard)                        | 133            |
| Hungría (Single Top 40)                       | 25             |
| Irlanda (IRMA)                                | 87             |
| Nueva Zelanda Hot Singles (RMNZ)              | 19             |
| Reino Unido (UK Singles Chart)                | 61             |
| República Checa (Singles Digitál Top 100)     | 25             |

## Certificaciones
| País (organismo certificador) | Certificación | Unidades certificadas |
| ----------------------------- | ------------- | --------------------- |
| Brasil (Pro-Música Brasil)    | Oro           | 20 000                |
| Canadá (Music Canada)         | Oro           | 40 000                |

## Historial de lanzamiento
| País           | Fecha                   | Formato                        | Versión  | Discográfica  | Ref.   |
| -------------- | ----------------------- | ------------------------------ | -------- | ------------- | ------ |
| Varios         | 10 de noviembre de 2021 | Descarga de música y streaming | Original | DTA y Elektra | [ 63 ] |
| Estados Unidos | 16 de noviembre de 2021 | Alternative radio              | Original | DTA y Elektra | [ 26 ] |
| Rusia          | 18 de noviembre de 2021 | Contemporary hit radio         | Original | DTA y Elektra | [ 64 ] |
| Italia         | 26 de noviembre de 2021 | Contemporary hit radio         | Original | Warner        | [ 65 ] |
| Varios         | 17 de diciembre de 2021 | Descarga digital y streaming   | Acoustic | DTA y Elektra | [ 66 ] |